# 198. motorizirana strelska divizija (ZSSR)
198. motorizirana strelska divizija je bila motorizirana strelska divizija Rdeče armade v času druge svetovne vojne.

## Zgodovina
Divizija je bila ustanovljena junija 1941 v Leningradu in bila deaktivirana decembra istega leta.